# Sarbacane (entreprise)
Sarbacane est un éditeur français de logiciels et d'applications dédiées à la communication des entreprises créé en 2001 développé par GOTO Software.
Son siège se situe en France, à Hem, dans le département du Nord mais la société s'est aussi développée à l'étranger sous le nom de Mailify.

## Description des services
Sarbacane édite une solution en mode SaaS d’emailing, SMS et chat pour des PME et grandes entreprises, principalement issues du secteur BtoB.
Son logiciel possède de nombreuses fonctionnalités permettant de concevoir des emails et des campagnes marketing. Il inclut le marketing automation, la centralisation des données, et l'aide au ciblage,.

## Historique
En 2001, GOTO Software, groupe fondé en 1982 par Thierry Tarnus, lance la première version du logiciel emailing Sarbacane.
En 2010, l’entité juridique Sarbacane Software est créée et Mathieu Tarnus, le fils de Thierry Tarnus, prend la direction générale de l'entreprise.
En 2013, lancement de Getinbox, un service de prévisualisation de campagnes avant envoi et de Primotexto, une solution SaaS permettant de créer, envoyer et mesurer les résultats de campagnes SMS Marketing.
En 2014, lancement de la version Sarbacane Desktop incluant des fonctionnalités telles que le stockage des campagnes sur le cloud et le partage de données entre collaborateurs.
En 2015, Sarbacane investit deux millions d'euros pour le lancement de Tipimail, un service d'envoi d'emails de service (API SMTP),. Création du site MarketingPack.fr pour aider les PME/TPE à se lancer dans le digital en collaboration avec les sociétés Viaduc, Avis Vérifiés, Machineapub, Primotexto, emarketing.fr et chef d’entreprise.com.
En 2017, la société française de capital-investissement Ardian entre au capital de Sarbacane.
En 2019, Sarbacane réalise un chiffre d'affaires de 11 millions d'Euros.
En 2020, l'IDI, spécialiste du capital investissement  entre au capital du groupe Sarbacane. Sarbacane rachète la start-up Datananas et lève 23 millions d'euros pour son développement international.

### Développement international
- En 2011, Sarbacane Software crée sa filiale espagnole à Barcelone[17].
- En 2014, création d'un bureau à New-York[18]. et lancement de la marque « Mailify » qui sera dorénavant utilisée à l'étranger[19].
- En 2017, ouverture aux marchés portugais et brésiliens[20].
- En mars 2021 Sarbacane rachète rapidmail, son concurrent allemand[21].

### Engagement social
Pendant la crise du coronavirus, en 2020 et 2021, Sarbacane a accentué ses efforts en matière de recrutement et a offert gratuitement ses services en solidarité aux commerçants sur une plateforme mise en ligne par le ministère de l’économie,.

## Distinctions
- En 2013 Sarbacane Software reçoit le label « Profession Marketing PME » de l’Adetem[25].

- En 2014[26], 2015[27] et 2016[28] Sarbacane fait partie des 3 lauréats de la catégorie « Emailing » des Bsoco Awards.
- En 2018 la société est reconnue « Great Place to Work »[29].
- En 2021, Sarbacane fait partie des lauréats du programme Scale Up Excellence soutenu par La French Tech[30].